# Clemens Ullgren

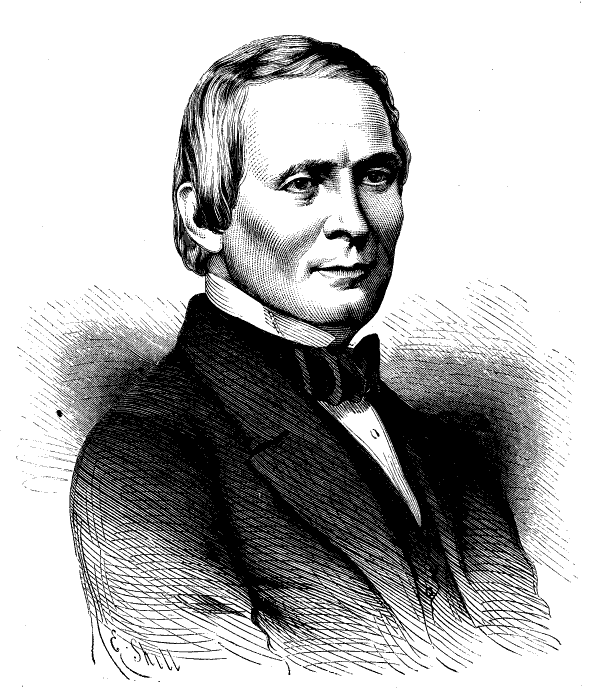
Clemens Ullgren, xylografi 1880.

Clemens Ullgren, född den 21 juli 1811 i Stockholm, död där den 6 november 1868, var en svensk kemist.

## Biografi
Ullgren föddes i Stockholm av fattiga föräldrar från Jönköping, föräldrarna dog tidigt och Ullgren kom att uppfostras av sin svåger prästmannen Essén. Tidigt måste han försörja sig och kom som helt ung i tjänst på Apoteket Hvita Björn på Ladugårdslandet, därifrån överflyttade han till apoteket Svanen i Gamla stan. I avsikt att fördjupa sina kunskaper i farmakologin avlade han farmakologie studiosi-examen medan han fortsatte sitt arbete på apoteket. Apotekarsocieteten beviljade honom ett stipendium så att han 1830 kunde resa till Uppsala att studera kemi. Redan 1831 var han tvungen att överge studierna då hans ekonomi inte tillät fortsatta studier, men han hade då redan gjort sig känd genom nya kemiska analyser och förbättrade laboratoriemetoder. Hans stilistiska förmåga gjorde honom också snart till en uppskattad översättare av utländsk kemisk litteratur. År 1833 utgav han en sammandragen översättning av Friedrich Wöhlers oorganiska kemi och 1834 översatte han Humphry Davys "En naturforskares sista dagar".
En kort tid var han lärare vid Chalmerska slöjdskolan i Göteborg, men återvände snart till Stockholm. År 1836 erhöll han ett av Vetenskapsakademiens kemiska pris för en artikel i dess handlingar om kvicksilversalters sammansättning. År 1839 utgav han en lärobok i växtkemi, Organiska chemien I.  Han bearbetade dessutom Stöckhardts "Kemiskola". Under 1840-talet var arbetade han som kemist hos bergsrådet Johan Lorentz Aschan vid Kleva nickelgruvor i Småland. Tillsammans med en affärsman i Karlshamn anlade Ullgren en ättiksfabrik i Karlshamn, men fabriken bar sig inte. Under en tid samarbetade han även med tidningsmannen Johan Sandwall, som drev en metallfabrik, och kom även att bli redaktör för Jönköpings Tidning. Han sökte sig dock snart tillbaka till Stockholm, och 1848 blev han adjunkt och laborator vid Teknologiska institutet, 1853 utnämndes han till professor i kemi och kemisk teknologi vid samma institut. Ullgren invaldes 1859 till ledamot av Vetenskapsakademien och erhöll 1865 Nordstjärneorden.